# السرار
السرار قرية سعودية، تتبع مركز الحفاير التابع لمحافظة الطائف في منطقة مكة المكرمة. تقع شمال شرق الطائف بمسافة تقارب (180) كم.